# Hugo Berger (Jurist)
Hugo Berger (* 24. September 1897 in Domslau, Landkreis Breslau Provinz Schlesien; † 13. März 1990 in Wiesbaden) war ein deutscher Richter am Bundesarbeitsgericht und Richter des Bundesverfassungsgerichts.

## Leben
In der Zeit des Nationalsozialismus war Berger Kriegsgerichtsrat bei der Feldkommandantur der 238. und 408. Division der Wehrmacht.
1941 wurde Berger Oberlandesgerichtsrat am OLG Kattowitz im besetzten Polen. Aus seiner schlesischen Heimat vertrieben, war er 1946 Oberlandesgerichtsrat in Frankfurt am Main und dann 1949 Ministerialrat im hessischen Justizministerium. Im April 1954 wurde er zum Richter am Bundesarbeitsgericht berufen. Am 8. Januar 1959 trat er, vom Bundesrat für acht Jahre gewählt, als Nachfolger von Franz Wessel das Amt des Verfassungsrichters an.
Am Ersten Senat des Bundesverfassungsgerichts befasste sich Berger besonders mit Fragen, die auf dem Gebiet des Arbeits- und Sozialrechts an die Verfassungsgerichtsbarkeit gestellt werden. Er war maßgeblich an der Entscheidung vom 17. Mai 1961 beteiligt, die die Privatisierung des Volkswagenwerks unter verfassungsrechtlichen Aspekten guthieß (BVerfGE).
Berger schied am 11. August 1967 aus dem Bundesverfassungsgericht aus. Nachfolger auf seiner Planstelle wurde der spätere Präsident des Bundesverfassungsgerichts Wolfgang Zeidler.